# Isabel Nollen
Isabel Merel Heleen Nollen (Berlijn, 6 januari 1989) is een Nederlands model.
Nollen werd geboren in Duitsland, waarna ze met haar ouders verhuisde naar Nederland. Haar vader was juwelier en haar moeder had haar eigen kledingzaak in Berlijn. Ze groeide op in Het Gooi, waar haar vader oorspronkelijk vandaan kwam.
Ze werd in 2006 ontdekt als model tijdens het Oktoberfest in München, waarna ze haar internationale carrière begon in Milaan. Ze is vooral bekend van haar covers in onder andere Elle en Vogue.